# Clifton Geathers
(en) Statistiques sur pro-football-reference
Clifton Geathers (né le 11 décembre 1987 à Georgetown) est un joueur américain de football américain.

## Famille
Le frère de Clifton, Robert Geathers, est un joueur professionnel de football américain évoluant en NFL et son oncle Jumpy Geathers a lui aussi joué en NFL.

## Carrière

### Université
Il entre à l'université de Caroline du Sud et joue avec l'équipe de football américain de l'université, les Gamecocks. Lorsque la saison 2009 touche à sa fin, il annonce qu'il ne joue pas sa dernière année universitaire et s'inscrit pour le draft de la NFL.

### Professionnel
Clifton Geathers est sélectionné au sixième tour du draft de la NFL de 2010 par les Browns de Cleveland. Le 4 septembre 2010, il est libéré de l'effectif avant le début de la saison 2010. Le lendemain de cette libération, il signe un contrat avec les Dolphins de Miami, foulant pour la première fois la pelouse de la NFL avec cette franchise. Néanmoins, le 26 novembre, les Dolphins se séparent de Geathers.
Le 27 novembre 2010, il signe avec les Seahawks de Seattle mais il est libéré dix jours plus tard. Le lendemain, il signe avec les Cowboys de Dallas avec qui il rentre au cours d'un match.